# Phytoecia testaceolimbata
Phytoecia testaceolimbata là một loài bọ cánh cứng trong họ Cerambycidae.